# Uwakhuahen
Uwakhuahen est le deuxième Oba du Royaume du Bénin, régnant de 1235 à 1243 apr. J.-C. Il est le fils d'Eweka Ier, l'initiateur de la dynastie Oba et le premier dirigeant à porter le titre d'Oba. À la mort de son père, il monte sur le trône, sans toutefois désigner d'héritier présumé.

## Biographie
Uwakhuahen est le fils d'Eweka Ier et le frède d'Idu et Ehenmihen. Selon la tradition orale, après la mort d'Eweka I, l'Uzama (faiseur de rois) décide qu'un de ses fils doit succéder au trône d'Oba. Ils préférèrent Uwakhuahen à son frère aîné Idu, qui est l'héritier légitime selon le principe de primogéniture. 
La tradition raconte que les Uzama conspirent contre ce dernier et demandent de fournir à une vache un nid d'oiseau construit sur sa tête afin de procéder à la cérémonie funéraire de son père. Il se rend à Umoghumwun, le village de sa mère, pour se procurer la vache. Pendant ce temps, Uwakhuahen se procure une vache, plante un nid d'oiseau sur sa corne et la présente devant les anciens qui le déclarèrent immédiatement successeur au trône.
En apprenant la tromperie, Idu conteste la succession et menace d'entrer en guerre avec le soutien de sa famille maternelle et de plusieurs conseillers. Les anciens du Bénin, alarmés par la situation, cherchent à apaiser Idu en partageant le royaume. Toute la région du sud-est lui est concédée, conduisant à la création du royaume d'Ugu (en), avec Umoghumwun pour capitale. Il adopte le titre d'Oba n'Ugu (roi d'Ugu) et devient l'ancêtre de la dynastie Ugu.
Selon Daryl Peavy, ce récit témoigne simplement d'une usurpation du trône par Uwakhuahen en contradiction avec le droit de succession auquel peut prétendre Idu, aussi nommé Prince Elegbe. Ce dernier trouve refuge dans le territoire Ugu et pousse celui-ci à se rebeller. La défaite provoque la scission du royaume.
En dehors de ce conflit initial, les documents ne démontrent aucun autre conflit et laissent supposer un règne pacifique. Uwakhuahen règne depuis le palais royal d'Usama sous l'influence grandissante des Uzama. Uwakhuahen gouverne le Bénin pendant huit ans, mais il n'a pas d'enfants. Il meurt en 1243 et est remplacé par son jeune frère Ehenmihen, qui est le troisième fils d'Eweka I.

## Problèmes chronologiques
Les études des traditions orales concernant les Obas donnent des datations différentes ainsi qu'une liste de succession différente. R. E. Brabdury compare les deux versions principales qui opposent les datation et listes de Talbot, Roupell, Egharevba et Esekhurhe. Sur cette base, il est en mesure de reconstruire la généalogie des premiers Obas et souligne les incertitudes concernant les dates de certains Obas dont Eweka, Uwakhuahen et Ehenmihen. La tradition ne fournit tantôt pas d'informations sur les dates de règne, tantôt pas sur la durée. Il conclut qu'il est impossible de fournir de date précise au delà de l'année 1485, mais que la datation de début dynastique en 1200 est improbable, sans confirmer l'estimation de 1300 de Talbot. Pour Eisenhofer, il est prématuré de considérer les données de Talbot et Egharevba comme invalide, tel que le décrit Bradbury.